# Birgitte, Ducesă de Gloucester
Birgitte, Ducesă de Gloucester (Birgitte Eva; n. 20 iunie 1946) este soția Prințului Richard, Duce de Gloucester, care este nepot al regelui George al V-lea și al reginei Mary de Teck și verișor primar al reginei Elisabeta a II-a. Împreună cu soțul ei, Birgitte îndeplinește îndatoriri regale în numele verișoarei sale prin alianță, regina Elisabeta a II-a.

## Biografie
Birgitte s-a născut Birgitte Eva Henriksen, la Odense, Danemarca, ca fiica cea mică a lui Asger Preben Knud Wissing Henriksen, un avocat, și a soției acestuia, Vivian van Deurs. După separarea părinților ei, ea a luat numele mamei, van Deurs.
În februarie 1972, Birgitte s-a logodit cu Prințul Richard de Gloucester, fiul cel mic al Prințului Henric, Duce de Gloucester și a Prințesei Alice, Ducesă de Gloucester. La șase săptămâni după nuntă, fratele mai mare al Prințului Richard, Prințul William, a fost ucis într-un accident de avion.
1. ↑  Birgitte Eva van Deurs, The Peerage, accesat în 9 octombrie 2017
2. 1 2 3 4  The Peerage